# Великий канонічний ансамбль
Великий канонічний ансамбль - статистичний ансамбль, до складу якого входять мікроскопічні стани із різною енергією й різним числом частинок. 
Якщо термодинамічна система може обмінюватися з середовищем частинками, а не лише енергією, то з часом встановлюється не лише теплова рівновага між системою й середовищем, а й рівновага за складом. Рівновага за складом, проте, не зводиться до рівності концентрацій. Наприклад, при встановленні рівноваги між рідиною і парою концентрації молекул води в різних фазах залишатимуться різними. 

## Хімічний потенціал
Енергія {\displaystyle E_{n}} певного мікроскопічного стану із числом частинок N залежить 
від N.
У випадку, коли число часток дуже велике, N можна вважати неперервною величиною. Похідна від енергії визначає хімічний потенціал μ
{\displaystyle \mu =\left({\frac {\partial E}{\partial N}}\right)_{S,V}}
Умовою рівноваги системи й середовища за числом часток є рівність хімічних потенціалів
{\displaystyle \mu =\mu _{th}\,},
де {\displaystyle \mu _{th}} - хімічний потенціал середовища (термостата).

## Розподіл
Ймовірність реалізації певного мікроскопічного стану визначається  енергією цього  стану {\displaystyle E_{n}} та числом частинок у ньому: 
{\displaystyle w_{n}={\frac {1}{Z}}e^{-(E_{n}-\mu N)/k_{B}T}},
де Z - статистична сума, T - температура, kB - стала Больцмана. 
Статистична сума визначається умовою нормування розподілу, який у цьому випадку включає мікроскопічні стани з різним числом частинок
{\displaystyle Z=\sum _{N}\sum _{n}e^{-(E_{n}-\mu N)/k_{B}T}}.
Термодинамічний потенціал великого канонічного ансамблю визначається формулою 
{\displaystyle \Omega =-k_{B}T{\text{ln}}\,Z}.
Термодинамічний потенціал Ω залежить від хімічного потенціалу μ. Середнє число часток визначається, як 
{\displaystyle N=\left({\frac {\partial \Omega }{\partial \mu }}\right)_{S,V}}.
Для термодинамічного потенціалу великого канонічного ансамблю справедлива фомула 
{\displaystyle \Omega =-PV},
де P - тиск, V - об'єм. 